# Robert Surcouf
Robert Surcouf, född 12 december 1773 i Saint-Malo i Bretagne, död 8 juli 1827 i Saint-Malo, var en fransk kapare. 
När Robert Surcouf var 13 år rymde han från den religiösa skola han utbildades vid för att ge sig ut på havet och vid 15 års ålder mönstrade han på ett handelsfartyg som avreste till Indien. Ett par år senare, mellan åren 1789 and 1791, deltog han i slavhandeln på rutten mellan Moçambique och Madagaskar.
Året därpå jobbade han på en brigg och seglade till Île de France, nuvarande Mauritius. Där blev han sedan andreofficer ombord på fartyget Cybèle och deltog i kriget mellan Frankrike och Storbritannien. Under kriget blev befordrad till kapten ombord på skeppet Émilie. Han sökte tillstånd att få kapa engelska handelsskepp som en del av krigföringen. Han lyckades till slut och seglade till Frankrike för att hämta det skriftliga tillståndet, ett så kallat kaparbrev. Han gav sig sedan ut på havet igen, som kapten ombord på Clarisse, ett fartyg bemannat med 105 man. Under den här tiden kapade han nio skepp, varav ett var Auspicious vars last var värd över en miljon francs. Han var sedan kapten på skeppet Confiance i ett år innan han tillbringade de följande sex åren som pensionär på Île de France. Den 18 juli 1804 blev han kapten över Légion d’Honneur och hans karriär som kapare tog fart igen. Efter kriget återvände han välbärgad till sin hemstad med titeln baron. Under sin tid som kapare kapade han uppskattningsvis 47 skepp.